# Zajście awaryjne
Zajście awaryjne (ang. Miss Conception) – brytyjsko-amerykańsko-niemiecka komedia romantyczna z 2008 roku wyreżyserowana przez Erica Stylesa. Wyprodukowana przez wytwórnię Blue Angel Film, Blue Angels Films i Miromar Entertainment.
Premiera filmu miała miejsce 5 marca 2008 w Wielkiej Brytanii. W Polsce premiera filmu odbyła się 28 listopada 2008.

## Opis fabuły
Trzydziestotrzyletnia Georgina Salt (Heather Graham), która właśnie rozstała się ze swoim partnerem, przechodzi przedwczesną menopauzę. Zostały jej zaledwie cztery dni na poczęcie. Samotna kobieta desperacko poszukuje kandydata na ojca dziecka. Próbuje uwieść robotnika i striptizera.

## Produkcja
Zdjęcia do filmu kręcono w Belfaście i Londynie.

## Obsada
Źródło: Filmweb
- Heather Graham jako Georgina Salt
- Mia Kirshner jako Clem
- Paul Telfer jako Luca
- Will Mellor jako Brian
- Jeremy Sheffield jako James
- Tom Ellis jako Zak
- Orlando Seale jako Justin
- Ruta Gedmintas jako Alexandra
- Nicholas Le Prevost jako doktor Dupompe
- Charlie Kranz jako Bob Tusky
- Laura Goulding jako ciocia Harriet
- Vivienne Moore jako pani Salt
- Edward MacLiam jako Ben
- Debbie Javor jako Dalia
- Cathal Sheahan jako Malcolm

i inni.